# Eero Lehtonen
Eero Lehtonen (Finlandia, 21 de abril de 1898-9 de noviembre de 1959) fue un atleta finlandés, especialista en la prueba de pentatlón en la que llegó a ser campeón olímpico en 1924.

## Carrera deportiva
En los JJ. OO. de Amberes 1920 ganó la medalla de oro en el pentatlón, consiguiendo 14 puntos, por delante del estadounidense Everett Bradley (plata con 24 puntos) y su compatriota el también finlandés Hugo Lahtinen (bronce con 26 puntos).
Cuatro años después, en los JJ. OO. de París 1924 volvió a ganar la medalla de oro en la competición de pentatlón, consiguiendo un total de 14 puntos, superando al húngaro Elemér Somfay (16 puntos) y al estadounidense Robert LeGendre (bronce con 18 puntos).